# Worstelen op de Olympische Zomerspelen 1988
Worstelen is een van de sporten die beoefend werden tijdens de Olympische Zomerspelen 1988 in Seoel.

## Heren

### Grieks-Romeins

#### licht vlieggewicht (tot 48 kg)
| rang   | sporter                  | land |
| ------ | ------------------------ | ---- |
| Goud   | Vincenzo Maenza          | ITA  |
| Zilver | Andrzej Głąb             | POL  |
| Brons  | Bratan Tsenov            | BUL  |
| 4      | Magjatdin Allakhverdijev | URS  |
| 5      | Khaled Al-Faraj          | SYR  |
| 6      | Markus Scherer           | FRG  |
| 7      | Yang Zhizhong            | CHN  |
| 8      | Kwon Duk-yong            | KOR  |

#### vlieggewicht (tot 52 kg)
| rang   | sporter             | land |
| ------ | ------------------- | ---- |
| Goud   | Jon Rønningen       | NOR  |
| Zilver | Atsuji Miyahara     | JPN  |
| Brons  | Lee Jae-suk         | KOR  |
| 4      | Aleksandr Ignatenko | URS  |
| 5      | Roman Kierpacz      | POL  |
| 6      | Tibor Jankovics     | TCH  |
| 7      | Hristo Fijev        | BUL  |
| 8      | Peter Stjernberg    | SWE  |

#### bantamgewicht (tot 57 kg)
| rang   | sporter              | land |
| ------ | -------------------- | ---- |
| Goud   | András Sike          | HUN  |
| Zilver | Stojan Balov         | BUL  |
| Brons  | Haralambos Holidis   | GRE  |
| 4      | Yang Changling       | CHN  |
| 5      | Huh Byung-ho         | KOR  |
| 6      | Ghazi Salah          | IRQ  |
| 7      | Aleksandr Sjestjakov | URS  |
| 8      | Rifat Yildiz         | FRG  |

#### vedergewicht (tot 62 kg)
| rang   | sporter            | land |
| ------ | ------------------ | ---- |
| Goud   | Kamandar Madzjidov | URS  |
| Zilver | Zjivko Vangelov    | BUL  |
| Brons  | An Dae-hyun        | KOR  |
| 4      | Jenő Bódi          | HUN  |
| 5      | Peter Behl         | FRG  |
| 6      | Isaac Anderson     | USA  |
| 7      | Gilles Jalabert    | FRA  |
| 8      | Hugo Dietsche      | SUI  |

#### lichtgewicht (tot 68 kg)
| rang   | sporter              | land |
| ------ | -------------------- | ---- |
| Goud   | Levon Dzjoelfalakjan | URS  |
| Zilver | Kim Sung-moon        | KOR  |
| Brons  | Tapio Sipilä         | FIN  |
| 4      | Petrică Cărare       | ROU  |
| 5      | Jerzy Kopański       | POL  |
| 6      | Yasuhiro Okubo       | JPN  |
| 7      | Morten Brekke        | NOR  |
| 8      | Attila Repka         | HUN  |

#### weltergewicht (tot 74 kg)
| rang   | sporter             | land |
| ------ | ------------------- | ---- |
| Goud   | Kim Young-nam       | KOR  |
| Zilver | Daulet Toerlykhanov | URS  |
| Brons  | Józef Tracz         | POL  |
| 4      | János Takács        | HUN  |
| 5      | Martial Mischler    | FRA  |
| 6      | Borislav Velitsjkov | BUL  |
| 7      | Roger Tallroth      | SWE  |
| 8      | Hiromichi Ito       | JPN  |

#### middengewicht (tot 82 kg)
| rang   | sporter             | land |
| ------ | ------------------- | ---- |
| Goud   | Mikhail Mamiasjvili | URS  |
| Zilver | Tabor Komáromi      | HUN  |
| Brons  | Kim Sang-kyu        | KOR  |
| 4      | Stig Arild Kleven   | NOR  |
| 5      | Goran Kasum         | YUG  |
| 6      | Magnus Fredriksson  | SWE  |
| 7      | John Morgan         | USA  |
| 8      | Bogdan Daras        | POL  |

#### halfzwaargewicht (tot 90 kg)
| rang   | sporter            | land |
| ------ | ------------------ | ---- |
| Goud   | Atanas Komtsjev    | BUL  |
| Zilver | Harri Koskela      | FIN  |
| Brons  | Vladimir Popov     | URS  |
| 4      | Christer Gulldén   | SWE  |
| 5      | Andreas Steinbach  | FRG  |
| 6      | Franz Pitschmann   | AUT  |
| 7      | Olaf Koschnitzke   | GDR  |
| 8      | Georgios Pikilidis | GRE  |

#### zwaargewicht (tot 100 kg)
| rang   | sporter           | land |
| ------ | ----------------- | ---- |
| Goud   | Andrzej Wroński   | POL  |
| Zilver | Gerhard Himmel    | FRG  |
| Brons  | Dennis Koslowski  | USA  |
| 4      | Ilja Georgijev    | BUL  |
| 5      | Jožef Tertei      | YUG  |
| 6      | Yoo Young-tai     | KOR  |
| 7      | Goeram Gedekhauri | URS  |
| 8      | Tamás Gáspár      | HUN  |

#### superzwaargewicht (tot 130 kg)
| rang   | sporter           | land |
| ------ | ----------------- | ---- |
| Goud   | Alexander Karelin | URS  |
| Zilver | Rangel Gerovski   | BUL  |
| Brons  | Tomas Johansson   | SWE  |
| 4      | Hassan El Hadad   | EGY  |
| 5      | László Klauz      | HUN  |
| 6      | Kazuya Deguchi    | JPN  |
| 7      | Roman Wrocławski  | POL  |
| 8      | Duane Koslowski   | USA  |

### Vrije stijl

#### licht vlieggewicht (tot 48 kg)
| rang   | sporter             | land |
| ------ | ------------------- | ---- |
| Goud   | Takashi Kobayashi   | JPN  |
| Zilver | Ivan Tzonov         | BUL  |
| Brons  | Sergej Karamtsjakov | URS  |
| 4      | Tim Vanni           | USA  |
| 5      | Reiner Heugabel     | FRG  |
| 6      | İlyas Şükrüoğlu     | TUR  |
| 7      | Volker Anger        | GDR  |
| 8      | Naser Zeinalnia     | IRI  |

#### vlieggewicht (tot 52 kg)
| rang   | sporter               | land |
| ------ | --------------------- | ---- |
| Goud   | Mitsuru Satō          | JPN  |
| Zilver | Šaban Trstena         | YUG  |
| Brons  | Vladimir Togoezov     | URS  |
| 4      | László Bíró           | HUN  |
| 5      | Aslan Seyhanlı        | TUR  |
| 6      | Kim Jong-ho           | KOR  |
| 7      | Tserenbatar Enkhbayar | MGL  |
| 8      | Valentin Dimitrov     | BUL  |

#### bantamgewicht (tot 57 kg)
| rang   | sporter            | land |
| ------ | ------------------ | ---- |
| Goud   | Sergej Beloglazov  | URS  |
| Zilver | Askari Mohammadian | IRI  |
| Brons  | Noh Kyung-sun      | KOR  |
| 4      | Ahmet Ak           | TUR  |
| 5      | Valentin Ivanov    | BUL  |
| 6      | Béla Nagy          | HUN  |
| 7      | Haltma Battul      | MGL  |
| 8      | Ryo Kanehama       | JPN  |

#### vedergewicht (tot 62 kg)
| rang   | sporter            | land |
| ------ | ------------------ | ---- |
| Goud   | John Smith         | USA  |
| Zilver | Stepan Sarkisjan   | URS  |
| Brons  | Simeon Tsjterev    | BUL  |
| 4      | Akbar Fallah       | IRI  |
| 5      | Jörg Helmdach      | FRG  |
| 6      | Avirmed Enhe       | MGL  |
| 7      | Giovanni Schillaci | ITA  |
| 8      | Gary Bohay         | CAN  |

#### lichtgewicht (tot 68 kg)
| rang   | sporter           | land |
| ------ | ----------------- | ---- |
| Goud   | Arsen Fadzajev    | URS  |
| Zilver | Park Jang-soon    | KOR  |
| Brons  | Nate Carr         | USA  |
| 4      | Kosei Akaishi     | JPN  |
| 5      | David McKay       | CAN  |
| 6      | Jukka Rauhala     | FIN  |
| 7      | Alexander Leipold | FRG  |
| 8      | Angel Jasenov     | BUL  |

#### weltergewicht (tot 74 kg)
| rang   | sporter               | land |
| ------ | --------------------- | ---- |
| Goud   | Kenny Monday          | USA  |
| Zilver | Adlan Varajev         | URS  |
| Brons  | Rakhmad Sofiadi Sukra | BUL  |
| 4      | Lodoin Enkhbayar      | MGL  |
| 5      | Pekka Rauhala         | FIN  |
| 6      | Ayatollah Vagozari    | IRI  |
| 7      | Yoon Kyung-jae        | KOR  |
| 8      | Uwe Westendorf        | GDR  |

#### middengewicht (tot 82 kg)
| rang   | sporter              | land |
| ------ | -------------------- | ---- |
| Goud   | Han Myung-woo        | KOR  |
| Zilver | Necmi Gençalp        | TUR  |
| Brons  | Jozef Lohyňa         | TCH  |
| 4      | Aleksandr Tambovtsev | URS  |
| 5      | Puntsag Sukhbat      | MGL  |
| 6      | Mark Schultz         | USA  |
| 7      | Atsushi lto          | JPN  |
| 8      | Hans Gstöttner       | GDR  |

#### halfzwaargewicht (tot 90 kg)
| rang   | sporter              | land |
| ------ | -------------------- | ---- |
| Goud   | Makharbek Khadartsev | URS  |
| Zilver | Akira Ota            | JPN  |
| Brons  | Kim Tae-woo          | KOR  |
| 4      | Gábor Tóth           | HUN  |
| 5      | James Scherr         | USA  |
| 6      | Roemen Alabakov      | BUL  |
| 7      | Iraklls Deskoulidis  | GRE  |
| 8      | Zevegying Duvchin    | MGL  |

#### zwaargewicht (tot 100 kg)
| rang   | sporter            | land |
| ------ | ------------------ | ---- |
| Goud   | Vasile Puşcaşu     | ROU  |
| Zilver | Leri Khabelov      | URS  |
| Brons  | William Scherr     | USA  |
| 4      | Uwe Neupert        | GDR  |
| 5      | Georgi Karadoesjev | BUL  |
| 6      | Bold Javkhlantugs  | MGL  |
| 7      | Noel Loban         | GBR  |
| 8      | Joe Byung-eun      | KOR  |

#### superzwaargewicht (tot 130 kg)
| rang   | sporter              | land |
| ------ | -------------------- | ---- |
| Goud   | David Gobedzjisjvili | URS  |
| Zilver | Bruce Baumgartner    | USA  |
| Brons  | Andreas Schröder     | GDR  |
| 4      | László Klauz         | HUN  |
| 5      | Atanas Atanassov     | BUL  |
| 6      | Daniel Payne         | CAN  |
| 7      | Adam Sandurski       | POL  |
| 8      | Ralf Bremmer         | FRG  |

## Medaillespiegel
| rang   | land                     | goud | zilver | brons | totaal |
| ------ | ------------------------ | ---- | ------ | ----- | ------ |
| 1      | Sovjet-Unie              | 8    | 4      | 3     | 15     |
| 2      | Zuid-Korea               | 2    | 2      | 5     | 9      |
| 3      | Japan                    | 2    | 2      | 0     | 4      |
| 4      | Verenigde Staten         | 2    | 1      | 3     | 6      |
| 5      | Bulgarije                | 1    | 4      | 3     | 8      |
| 6      | Polen                    | 1    | 1      | 1     | 3      |
| 7      | Hongarije                | 1    | 1      | 0     | 2      |
| 8      | Italië                   | 1    | 0      | 0     | 1      |
| 8      | Noorwegen                | 1    | 0      | 0     | 1      |
| 8      | Roemenië                 | 1    | 0      | 0     | 1      |
| 11     | Finland                  | 0    | 1      | 1     | 2      |
| 12     | Iran                     | 0    | 1      | 0     | 1      |
| 12     | Joegoslavië              | 0    | 1      | 0     | 1      |
| 12     | Turkije                  | 0    | 1      | 0     | 1      |
| 12     | Bondsrepubliek Duitsland | 0    | 1      | 0     | 1      |
| 16     | Griekenland              | 0    | 0      | 1     | 1      |
| 16     | DDR                      | 0    | 0      | 1     | 1      |
| 16     | Zweden                   | 0    | 0      | 1     | 1      |
| 16     | Tsjecho-Slowakije        | 0    | 0      | 1     | 1      |
| totaal | totaal                   | 20   | 20     | 20    | 60     |